# Browning wz. 1928
A 7,92 mm rkm Browning wz. 1928 könnyű géppuska az amerikai gyártmányú M1918 BAR lengyel változata volt. A lengyelek a második világháború folyamán használták.

## Történet
Miután 1918-ban Lengyelország elnyerte függetlenségét, a lengyel hadsereget a legkülönfélébb géppuskákkal szerelték fel, melyek a lengyel területek birtoklóitól származtak, ezen felül francia és brit felszereléssel is rendelkeztek, melyeket még a nagy háború idején kaptak. Sokféle könnyű géppuskát használtak, melyek kalibere is különbözött, nehéz feladattá téve a katonák kiképzését és a logisztikát.

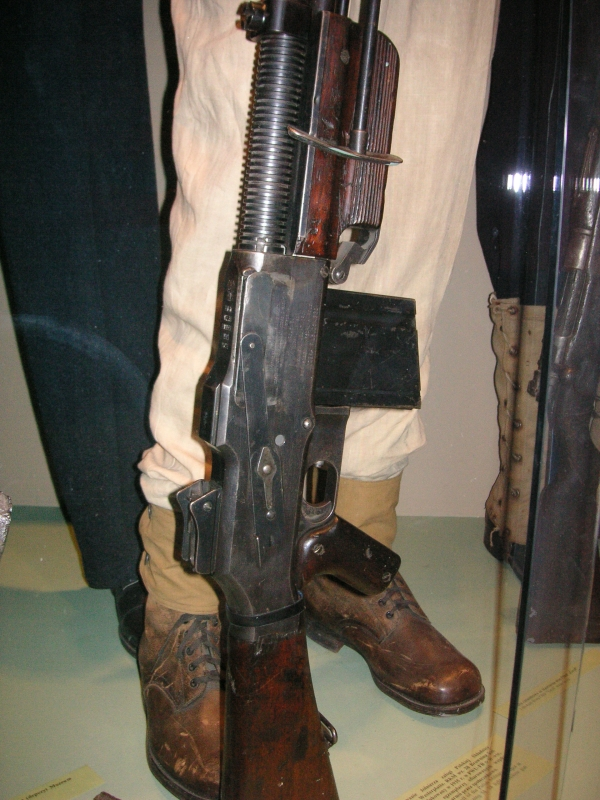
Tüzelő mechanizmus

1923-ban, a lengyel–szovjet háború után egy pályázatot hirdettek ki egy új, szabványos könnyű géppuska megalkotására a lengyel hadsereg részére, amely felváltaná az összes többi rendszerben lévőt. A pályázat győztes nélkül zárult és az elkövetkezendő években a lengyel hadügyminisztérium 12 darabot vásárolt a következő fegyverekből: M1918 Browning Automatic Rifle, Lewis wz. 1923 és Hotchkiss wz. 23. A teszteken az amerikai konstrukció bizonyult magasan a legjobbnak, majd az 1925-ös pályázaton belga FN-gyártmányú Browningokat választottak. Bár mindegyik típus kiterjedt vizsgálatát folytatták, a lengyel hadsereg rendelt egy sorozatot a belga-gyártmányú BAR géppuskákból, majd módosították azokat a lengyelek szükségletei szerint. A legszembetűnőbb változtatások között volt a kaliber (az eredeti .30-03 Springfield helyett a lengyel szabvány 7,92×57 mm Mauser lövedékeket használták), a villaállvány konstrukciója és rögzítése, illetve a nyílt irányzékok. A puskacsövet meghosszabbították a jobb pontosság elérése érdekében, a könnyebb célzásért pedig pisztolymarkolatot szereltek a fegyverre. Amellett, hogy a Fabrique Nationale-tól 10 000 darabot rendeltek, Lengyelország megvásárolta a licencet is hazai gyártási célokra. Az első wz. 28 könnyű géppuskákat hivatalosan 1927-ben állították rendszerbe, hivatalos nevük pedig a 7,92 mm rkm Browning wz. 1928 lett, magyarul 7,92 mm-es Browning kézi géppuska 1928-as minta.

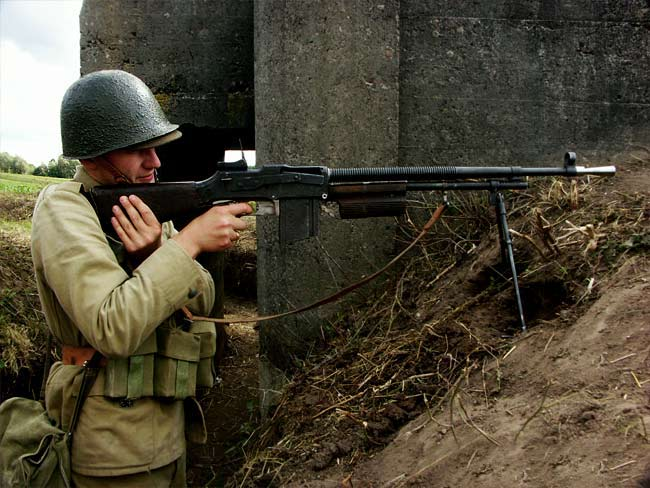
Egy lengyel hagyományőrző korhű egyenruhában pózol a wz. 1928 géppuskával.

A Belgiumtól vásárolt licenc-dokumentáció súlyos hiányosságai miatt a lengyelországi gyártás 1930-ig el sem kezdődött. 1939-ig hozzávetőleg 14 000 darab készült. A gyártás során további változtatásokat vezettek be. Ezek között volt a nyílt irányzékok cseréje kisebb változatokra, és a puskatusák átalakítása halfarok formájúra. Átfogó munkák folytak egy cserélhető puskacső kialakítására a fegyverhez, de ezt már megvalósítani nem tudták a második világháború kitörése miatt.
Az 1939-es lengyelországi hadjárat alatt az rkm wz. 1928 volt a szabványos könnyű géppuska, melyet majdnem az összes lengyel gyalogsági és lovassági egység használt. A német Wehrmacht zsákmányolt a lengyel gyártmányú Browning géppuskákból, melyeket a világháború végéig használtak, megjelölésük az IMG 28(p) volt. Ezekből bizonyos mennyiséget a Vörös Hadsereg is megszerzett és használt a háború folyamán.

## Változatok
Az rkm wz. 28 volt az alapja egy repülőgépfedélzeti rugalmas géppuskának, a karabin maszynowy obserwatora wz. 37 géppuska kifejlesztésének.

## Fordítás
- Ez a szócikk részben vagy egészben  a   Browning wz.1928 című angol Wikipédia-szócikk ezen változatának fordításán alapul.  Az eredeti cikk szerkesztőit annak laptörténete sorolja fel. Ez a jelzés csupán a megfogalmazás eredetét és a szerzői jogokat jelzi, nem szolgál a cikkben szereplő információk forrásmegjelöléseként.